# فانغ فوكانغ
فانغ فوكانغ (بالإنجليزية: Fang Fukang)‏‏ (28 فبراير 1935 في شانغهاي - 4 فبراير 2019 في بكين) فيزيائي، وعالم من جمهورية الصين.